# Sant’Alessio Siculo-Forza d’Agrò vasútállomás
Sant'Alessio Siculo-Forza d'Agrò vasútállomás egy vasútállomás Olaszországban, Szicília régióban, Messina megyében, Sant'Alessio Siculo településen. Forgalma alapján az olasz vasútállomás-kategóriák közül a bronz kategóriába tartozik.

## Vasútvonalak
Az állomást az alábbi vasútvonalak érintik:
- Messina-Siracusa-vasútvonal